# بریلینت بلک بی ان
بریلینت بلک بی ان (به انگلیسی: Brilliant Black BN) با فرمول شیمیایی C28H17N5Na4O14S4 یک ترکیب شیمیایی با شناسه پاب‌کم 73948 است. که جرم مولی آن ۸۶۷٫۶۸ گرم بر مول می‌باشد. 